# Tre svenske digte af Gustav Frøding og E.A. Karlfeldt
Tre svenske digte af Gustav Frøding og E.A. Karlfeldt is een verzameling liedjes van Eyvind Alnæs. Alnæs had een voorkeur voor teksten in het Noors, maar week al eerder uit naar gedichten van Zweedse dichters. Deze drie liedjes zijn toonzettingen van gedichten van Gustav Frøding en Erik Axel Karlfeldt, de latere Nobelprijswinnaar.
De drie liederen zijn:
1. Ett Hjärta (Karlfeldt)
2. Ingalill (Frøding)
3. Jorum  (Karlfeldt)

Erik Axel Karlfeldt was de lievelingsdichter van de Zweedse componist Wilhelm Peterson-Berger.